# Doors (The Bear)
"Doors" es el tercer episodio de la tercera temporada de la comedia dramática televisiva estadounidense The Bear. Es el episodio número 21 de la serie y fue escrito por el creador de la serie Christopher Storer a partir de una historia que coescribió con el coproductor Will Guidara y dirigida por el coproductor Duccio Fabbri. Fue lanzado en Hulu el 26 de junio de 2024, junto con el resto de la temporada
La serie sigue a Carmen "Carmy" Berzatto, un galardonado chef de cocina de la ciudad de Nueva York, que regresa a su ciudad natal de Chicago para dirigir la fallida tienda de sándwiches de carne italiana de su difunto hermano Michael. En este episodio, el personal se prepara para reanudar los negocios en The Bear, y surgen conflictos en el lapso de un mes.

## Trama
Marcus (Lionel Boyce) y el personal asisten al funeral de su madre. Pronuncia un discurso en el que relata cómo su madre siempre estuvo ahí para él y cómo su vida influyó en él. Posteriormente, el equipo regresa al restaurante para iniciar sus funciones. El primer día les sorprende la abarrotada asistencia y al principio todo va bien y sin problemas. Con el paso de los días, empiezan a surgir conflictos, llegando a producirse algunos accidentes en la cocina. 
Durante el mes siguiente, los conflictos se intensifican. Richie (Ebon Moss-Bachrach) enoja a Carmy (Jeremy Allen White) cuando decide hacer su propia lista de "no negociables" para construir un ambiente más relajante. Cicero (Oliver Platt) también se molesta cuando se entera de que Carmy está comprando artículos caros, incluidos 11.000 dólares por una mantequilla "orwelliana". Sugar (Abby Elliott) también se da cuenta de que el restaurante está perdiendo dinero a pesar de las reservas realizadas, ya que cambiar los menús les hace desperdiciar comida. En un intento por recuperar parte del dinero, Sugar sugiere agregar un nuevo turno a las 9:30 p. m., lo que el personal acepta de mala gana.
Carmy y Richie continúan peleando entre sí por diferentes aspectos, frustrando a Sydney (Ayo Edebiri), quien constantemente necesita calmar a Carmy. Cuando Richie explica que un cliente no pidió específicamente champiñones en su comida, Carmy se vuelve agresivo al querer colocar los champiñones de todos modos. Esto lleva a un altercado físico entre ellos, lo que también lleva a que las hojas de pedidos del restaurante salgan volando de la mesa. Mientras Sydney observa un ticket de comida perdido en el suelo al final del servicio, se da cuenta con cansancio del alcance de la disfunción del restaurante.

## Producción

### Desarrollo
En mayo de 2024, Hulu confirmó que el tercer episodio de la temporada se titularía "Doors" y sería escrito por el creador de la serie Christopher Storer a partir de una historia que coescribió con el coproductor Will Guidara y dirigida por el coproductor Duccio Fabbri, primer asistente de dirección de la serie desde hace mucho tiempo.  Fue el décimo crédito de escritura de Storer, el primer crédito de escritura de Guidara y el primer crédito de dirección de Fabbri. 

### Escritura
Sobre el discurso de Marcus, Lionel Boyce comentó: "Yo estaba como: un monólogo. Está bien, está bien. Pero creo que fue tranquilizador. Es como saltar de un acantilado, pero él cree en mí. No lo habría escrito si no pensé que podría hacerlo. Los escritores están tratando de dirigir el barco en una dirección determinada, y quieren que esto esté ahí, así que mi trabajo es defender eso y hacer todo lo posible para acercarlo lo más posible a esa dirección que quieren".

### Rodaje
En marzo de 2024, se filtraron a Internet escenas que mostraban al elenco filmando un funeral, y los fanáticos especularon que asistirían al funeral de la madre de Marcus.  Jeremy Allen White consideró la filtración "un fastidio" y comentó: "Fue muy difícil pretender que ese momento podría haber sido otra cosa que fue fotografiada. Tuvimos que aprender a ser un poco más cuidadosos y creo que nuestra producción actuó en consecuencia". 

### Música
El episodio incluyó muchas óperas para la partitura, incluidas L'amico Fritz, Lurline y La traviata.

## Lanzamiento
El episodio, junto con el resto de la temporada, se estrenó el 26 de junio de 2024 en Hulu.  Originalmente, la temporada estaba programada para estrenarse el 27 de junio. 

## Reseñas críticas
Jenna Scherer de The AV Club le dio al episodio una calificación de "A–" y escribió: "Una de las mayores fortalezas de The Bear siempre ha sido su capacidad para hacer que los espectadores internalicen las emociones de los personajes, y 'Doors' es un torbellino de ellas. En el transcurso de media hora, el episodio nos lleva a través de un mes en el restaurante nuevo más popular de Chicago, mientras Carmy y Sydney ponen en práctica su modelo de brigada de cocina en una cocina, atendida por personas que, hace menos de un año, estaban trabajando en un restaurante de sándwiches del barrio".
Alan Sepinwall de Rolling Stone escribió: "'Doors', que narra un mes en la vida de The Bear, donde la evolución del menú de Carmy y el conflicto entre él y Richie hacen que el restaurante sea cada vez más desordenado en un sentido literal y emocional. Es un potente golpe 1-2-3 para comenzar la temporada, como un recordatorio de cuántas maneras Storer y compañía han encontrado para contar lo que al principio parecería ser una historia bastante simple de un lugar de trabajo interesante". 
Marah Eakin de Vulture le dio al episodio una calificación de 3 estrellas sobre 5 y escribió: "Cada temporada, The Bear tiene al menos un episodio que permanece en ebullición todo el tiempo, hace que tu corazón se acelere y tu ansiedad explote, y te deja sintiéndome completamente agotado. Este año, ese episodio es 'Doors'".
AJ Daulerio de Decider escribió: "La primera hora de pedidos se desarrolla de manera inquietante e incómodamente fluida. Todos los elementos no negociables están haciendo clic y hasta ahora no ha habido ninguna crisis. Pero lo sabemos mejor. En The Bear, reina el caos".  Brady Langmann de Esquire escribió: "Si el episodio 1 fue la búsqueda de la visión de Carmy en el refrigerador y el episodio 2 fue nuestra reintroducción al equipo del restaurante, el episodio 3 es un recordatorio de por qué The Bear nos cautivó en primer lugar: el shock- La sensación de horror de no poder apartar la mirada del accidente automovilístico de ver cómo las cosas van muy, muy mal. Con eso en mente, 'Doors' es un episodio clásico de The Bear . Es la primera vez que vemos el. La cocina realmente está en pleno apogeo desde la desastrosa apertura del restaurante en el final de la temporada 2". 